# ...e la Terra prese fuoco
...e la Terra prese fuoco (The Day the Earth Caught Fire) è un film del 1961 diretto da Val Guest.
È un film di fantascienza apocalittica britannico che racconta come la vita sulla Terra rischi di estinguersi a causa del cambiamento dell'orbita del pianeta.

## Trama
Un uomo cammina per le strade di una Londra deserta e assolata: si tratta del giornalista Peter Stenning, che sta recandosi nella sede del Daily Express, il quotidiano per il quale lavora. Qui giunto inizia a dettare un articolo. Con un flashback si torna indietro di alcuni mesi all'inizio della vicenda.
Peter sta passando un brutto periodo, ha divorziato da poco perdendo l'affidamento del figlioletto che può vedere raramente, trascura il lavoro e ha iniziato a bere. Il suo amico ed esperto collega Bill Maguire gli dà tutto il sostegno possibile coprendo le sue frequenti assenze al giornale e scrivendo articoli in suo nome.
Intanto strani eventi climatici avvengono in tutto il pianeta: inondazioni e violenti nubifragi da una parte, siccità e temperature molto elevate dall'altra. Incaricato di chiedere informazioni al riguardo al centro meteorologico nazionale, Peter si reca sul posto, ma non ha fortuna perché gli esperti lo cacciano via in malo modo, facendo venire al giornalista dei sospetti sul fatto che stiano nascondendo qualcosa. Iniziano a trapelare voci secondo le quali tutto è stato causato da esperimenti svolti nella zona artica da statunitensi e sovietici, infatti, gli uni all'insaputa degli altri, hanno fatto esplodere in contemporanea delle potenti testate nucleari. Peter inizia una relazione sentimentale con Jeannie, una ragazza che lavora al centro meteorologico, e grazie al suo aiuto il giornalista riuscirà a uscire dal suo periodo nero e a smetterla con l'alcool.
L'intera condizione climatica mondiale intanto sta peggiorando e l'Inghilterra è investita da un'ondata di calore senza precedenti. Jeannie rivela a Peter una scoperta fatta dai suoi superiori: gli esperimenti nucleari hanno spostato l'asse terrestre di alcuni gradi modificando le zone climatiche del pianeta. Peter ha ormai ripreso in mano anche la sua carriera; infatti, sono i suoi articoli che informano la popolazione sul susseguirsi dei fatti. La situazione precipita quando gli scienziati sovietici rivelano che oltre l'asse anche l'orbita della Terra è stata modificata, il pianeta si sta avvicinando sempre più al Sole e continuando così la razza umana si estinguerà per il troppo calore. Il governo britannico decide a causa della forte siccità di razionare l'acqua e a breve iniziano i primi disordini in tutta Londra, dove i cittadini compiono atti vandalici e di sciacallaggio.
Di comune accordo, le potenze mondiali decidono di tentare una disperata soluzione: fare esplodere diverse testate nucleari in un punto preciso della Siberia, cercando di rimettere la Terra nella sua orbita originaria. Il conto alla rovescia per l'esplosione è trasmesso in diretta via radio, mentre tutto il mondo attende con trepidazione di sapere se l'operazione ha avuto successo.
Si ritorna alla sequenza iniziale con Peter che detta un articolo in cui ricorda gli errori commessi dalla razza umana e auspica un futuro migliore per la Terra. Intanto, si vedono le due diverse bozze, pronte per la prima pagina del quotidiano: una dice “la Terra è salva”, mentre l'altra “la Terra è condannata”.

## Produzione
Il film è in bianco e nero, a esclusione della sequenza iniziale e di quella finale, che sono virate in arancio/giallo per accentuare il senso di calore opprimente, ed è stato girato con lenti anamorfiche da 35 mm con il sistema Dyaloscope, la versione francese del più noto CinemaScope statunitense.
Le location utilizzate sono quasi totalmente londinesi, fatta eccezione per alcune scene girate a Brighton nell'East Sussex. La  sede del giornale nel quale si svolge gran parte della vicenda era realmente quella del Daily Express a Londra; inoltre il ruolo di caporedattore del giornale fu affidato ad Arthur Christiansen (nel ruolo di sé stesso) che aveva effettivamente occupato quella carica.

## Distribuzione
Per la versione uscita negli Stati Uniti, la casa di distribuzione Universal impose nell'ultima sequenza di inserire il suono delle campane di una chiesa, per dare un finale più positivo rispetto a quello ambiguo dell'originale.

## Riconoscimenti
- 1962 - BAFTA
  - Migliore sceneggiatura originale per un film britannico

## Critica
Fantafilm scrive che "Val Guest, coadiuvato dalla fotografia di Waxman che fa uso di un gran numero di filtri, gira il film con taglio documentaristico per rendere più verosimile ed angosciante la drammatica ipotesi della fine del mondo. Il risultato è positivo, anche se il film non è esente da qualche moralismo spicciolo [...] Non mancano, naturalmente, la prevedibile storia d'amore tra i due protagonisti [...] e qualche buon effetto speciale, primo fra tutti l'evaporazione del Tamigi sotto l'ondata di caldo".